# Vionnaz
Vionnaz (frankoprovensalska: Viona) är en ort och kommun i distriktet Monthey i kantonen Valais, Schweiz. Kommunen har 2 934 invånare (2023).